# Kanmu
Pour les articles homonymes, voir Kammu.
 (octobre 2019).
Si vous disposez d'ouvrages ou d'articles de référence ou si vous connaissez des sites web de qualité traitant du thème abordé ici, merci de compléter l'article en donnant les références utiles à sa vérifiabilité et en les liant à la section « Notes et références ».
L'empereur Kanmu (桓武天皇, Kanmu Tennō, aussi écrit Kammu, 737 - 9 avril 806) est le cinquantième empereur du Japon, selon l'ordre traditionnel de la succession. Il a régné de 781 jusqu'à sa mort en 806. Son nom personnel est prince Yamabe (山部親王, Yamabe Shinnō) et il est aussi parfois appelé Kashiwabara Tennō.

## Biographie
Après le couronnement de son père Kōnin, Osabe, son demi-frère (le fils de l'impératrice en titre) est nommé prince héritier. Kanmu est le fils d'une simple concubine, mais grâce à l'influence de Fujiwara no Momokawa, il hérite du pouvoir à la place de son demi-frère.
Lorsqu'il monte sur le trône en 781, Kanmu désigne son jeune frère de sang (le prince Sawara) au titre de prince héritier. 
En 784, pour échapper à l'influence des puissants monastères bouddhistes de Nara, il déplace la capitale à Nagaoka-kyō. Mais une série de catastrophes naturelles s'abat sur le pays et la moitié de la nouvelle capitale finit en proie aux inondations. En 785, Fujiwara no Tanetsugu, principal architecte de la nouvelle capitale et favori de l'empereur, est assassiné par Sawara qui est alors déchu de son titre de prince héritier et banni.
Pendant ce temps, les armées de Kanmu cherchent à repousser les limites de l'empire mais les troupes impériales essuient en 789 une défaite importante. La même année, la sécheresse cause une famine et les rues de la capitale abondent de malades. Les hommes cherchent à éviter l'incorporation dans l'armée ou le travail forcé.
Jugé funeste le site de Nagaoka est abandonné et la capitale est transférée, le 22 octobre 794, à Heian-kyō (l'actuelle Kyōto), un évènement qui marque le début de l'ère Heian. 

## Politique
Kanmu avait la réputation d'être un dirigeant dynamique et actif. Il restructura l'organisation du pouvoir et des universités. Le confucianisme restait au coeur du fonctionnement politique, mais en 784, Kanmu autorisa un enseignement fondé sur les Annales des Printemps et des Automnes en s'appuyant sur deux commentaires nouvellement importés de Chine : le Kung-yang et le Ku-liang. Ces commentaires prônait le developpement d'un État dans lequel l'empereur, le « fils des Cieux », devait notamment étendre son influence aux contrées barbares. En 798, ces deux commentaires deviennent obligatoires. Il fixe également les noms posthumes des empereurs l'ayant précédé.
Kanmu a aussi financé les voyages en Chine des moines Saichō et Kūkai, qui fondèrent ensuite respectivement les branches japonaises du bouddhisme Tendai et Shingon.

## Généalogie
Kanmu est le fils aîné de l'empereur Kōnin, il est né avant l'accession de son père au trône. Selon le Shoku Nihongi, la mère de Kanmu, Yamato no Niigasa (plus tard appelée Takano no Niigasa), descendrait du roi Muryeong de Paekche.
Kanmu a eu de nombreuses épouses et concubines et sa descendance est nombreuse. Certains de ses enfants ont reçu le patronyme de Taira et sont connus comme la lignée Kanmu Taira ou Kanmu Heishi. Le poète Ariwara no Narihira est l'un de ses petits-fils.

### Épouses et descendance
- Fujiwara no Otomuro, née en 760, fille de Fujiwara no Yoshitsugu ; entrée au palais vers 773 puis épouse impériale, elle meurt en 790. 
  - Prince Ate, né en 774 (futur empereur Heizei)
  - Prince Kaminu, né en 786 (futur empereur Saga)
  - Princesse Koshi (789-809) ; mariée à son demi-frère, le prince Otomo (futur empereur Junna)
- Princesse Sakahito, sa demi-sœur ; (754- 829) ; fille de l'empereur Kōnin qui lui donne une fille :
  - Princesse Asahara, (779-817) ; prêtresse d'Ise en 782 ; mariée en 796 à son demi-frère, le prince Ate (futur empereur Heizei)
- Fujiwara no Ryoshi (Tabiko), née en 759, fille de Fujiwara no Momokawa ; épouse impériale ; meurt en 788 ils ont un fils :
  - Prince Otomo, né en 786 (futur empereur Junna)
- Fujiwara no Kisshi (Yoshiko), fille de Fujiwara no Korekimi ; épouse impériale ; exécutée en 807 qui lui donne 1 fils :
  - Prince Iyo, exécuté en 807
- Tajihi no Mamune, (769-823) ; fille de Tajihi no Nagano qui lui donne 6 enfants :
  - Prince Kazurahara, (786-853)
  - Princesse Inaba, (788?-824)
  - Princesse Anou, (791?-841)
  - Prince Sami, (793-825)
  - Prince Kaya, (794-871)
  - Prince Ono, (798-803)
- Fujiwara no Oguso, fille de Fujiwara no Washitori, qui lui donne un fils :
  - Prince Manta, (788-830)
- Tachibana no Miiko, fille de Tachibana no Irui qui lui donne 2 filles :
  - Princesse Sugawara, morte en 823
  - Princesse Kara, morte en 874
- Fujiwara no Nanako, fille de Fujiwara no Ieyori
- Fujiwara no Shoshi, fille de Fujiwara no Kiyonari
- Ki no Otoio, morte en 840
- Kudara no Kyoho, morte en 840
- Kudara no Yokei, fille de Asukabe no Natomaro ; dame de la courqui lui donne un fils :
  - Prince, (785, mort en 830) qui reçut le nom de Yoshimine no Yasuyo
- Tajihi no Toyotsugu, fille de Tajihi no Hironari ; dame de la cour qui lui donne un fils :
  - Nagaoka no Okanari, mort en 848
- Fujiwara no Kamiko, fille de Fujiwara no Oguromaro ; dame de la cour qui lui donne une fille :
  - Princesse Shigeno, morte en 857
- Tachibana no Tsuneko,  morte en 817 ; fille de Tachibana no Shimadamaro ; dame de la cour qui lui donne une fille :
  - Princesse Oyake, (788-849) ; mariée à son demi-frère, l'empereur Heizei
- Sakanoue no Matako, morte en 790, fille de Sakanoue no Karitamaro, dame de la cour qui lui donne une fille :
  - Princesse Takatsu, (789-841) ; mariée à son demi-frère, l'empereur Saga
- Ki no Wakako, fille de Ki no Funamori ; dame de la cour qui lui donne un fils :
  - Prince Asuka, mort en 834
- Nakatomi no Toyoko ; dame de la courqui lui donne une fille :
  - Princesse Fuse, morte en 812 ; prêtresse d'Ise 797-806
- Fujiwara no Kawako, morte en 838 ; fille de Fujiwara no Otsugu ; dame de la cour qui lui donne 5 enfants : 
  - Prince Nakano, né en 792 ; ministre du cérémonial ; mort en 867 ; marié à une dame Masamune, qui lui donne une fille :
    - Princesse Hanshi, née en 833 ; mariée à l'empereur Kōkō, morte en 900

  - Princesse Ate, (795?-855)
  - Princesse Oi, (797?-865)
  - Princesse Ki, (799-886)
  - Princesse Yoshihara, (801?- 863)
- Kudara no Kyonin, fille de Kudara no Bukyo ; dame de la cour qui lui donne un fils :
  - Prince Ota, (793-808)
- Kawakami no Manu, dame de la cour qui lui donne un fils :
  - prince Sakamoto, (793-818)
- Fujiwara no Higashiko, morte en 816, fille de Fujiwara no Tanetsugu ; dame de la cour qui lui donne une fille :
  - Princesse Kannabi, (800-817)
- Sakanoue no Haruko, morte en 834 ; fille de Sakanoue no Tanetsugu ; dame de la cour qui lui donne  2 enfants :
  - Prince Fujii, (800-850)
  - Princesse Kasuga, (802?-833)
- Fujiwara no Heishi (Nanshi), morte en 833, fille de Fujiwara no Ototaka ; dame de la cour qui lui donne une fille :
  - Princesse Ito, (801?-861) ; mariée au prince Abo, fils de l'empereur Heizei
- Tachibana no Tamurako, fille de Tachibana no Irui ; dame de la cour qui lui donne une fille :
  - Princesse Ikenoe, morte en 868
- Kudara no Jokyo, fille de Kudara no Kyotoku; dame de la cour qui lui donne une fille :
  - Princesse Suruga, (801-820)

## Kugyō(公卿?)
- Empereur Kanmu (桓武天皇?), r. 781-806
  - Sadaijin, Fujiwara no Uona (藤原魚名?), 781-782
  - Sadaijin, Fujiwara no Tamaro (藤原田麿?), 783
  - Udaijin, Oonakatomi no Kiyomaroo (大中臣清麿?), 771-781
  - Udaijin, Fujiwara no Tamaro (藤原田麿?), 782-883
  - Udaijin, Fujiwara no Korekimi (藤原是公?), 783-789
  - Udaijin, Fujiwara no Tsugutada (藤原継縄?), 790-796
  - Udaijin, Miwa ookimi ou Miwa oh (神王?), 798-806